# Раш-Веллі (Юта)
Раш-Веллі (англ. Rush Valley) — місто (англ. town) в США, в окрузі Туела штату Юта. Населення — 431 особа (2020).

## Географія
Раш-Веллі розташований за координатами 40°21′15″ пн. ш. 112°26′10″ зх. д. / 40.35417° пн. ш. 112.43611° зх. д. (40.354049, -112.436231).  За даними Бюро перепису населення США в 2010 році місто мало площу 47,49 км², з яких 47,49 км² — суходіл та 0,00 км² — водойми.

## Демографія
Згідно з переписом 2010 року, у місті мешкало 447 осіб у 166 домогосподарствах у складі 123 родин. Густота населення становила 9 осіб/км².  Було 188 помешкань (4/км²).
Расовий склад населення:
| - 96,6 % — білих - 2,2 % — корінних американців - 0,2 % — вихідців з тихоокеанських островів - 0,2 % — чорних або афроамериканців |

До двох чи більше рас належало 0,7 %. Частка іспаномовних становила 0,9 % від усіх жителів.
За віковим діапазоном населення розподілялося таким чином: 27,3 % — особи молодші 18 років, 57,3 % — особи у віці 18—64 років, 15,4 % — особи у віці 65 років та старші. Медіана віку мешканця становила 42,8 року. На 100 осіб жіночої статі у місті припадало 96,1 чоловіків;  на 100 жінок у віці від 18 років та старших — 93,5 чоловіків також старших 18 років.
Середній дохід на одне домашнє господарство  становив 69 416 доларів США (медіана — 63 750), а середній дохід на одну сім'ю — 80 564 долари (медіана — 77 500). За межею бідності перебувало 5,0 % осіб, у тому числі 4,2 % дітей у віці до 18 років та 10,3 % осіб у віці 65 років та старших.
Цивільне працевлаштоване населення становило 278 осіб. Основні галузі зайнятості: роздрібна торгівля — 19,8 %, освіта, охорона здоров'я та соціальна допомога — 12,9 %, виробництво — 12,6 %.